# Fidel Sepúlveda Llanos
Fidel Sepúlveda Llanos (San José, Cobquecura, 20 de noviembre de 1936 - Santiago de Chile, 27 de septiembre de 2006) Poeta, Investigador, Profesor de castellano, Doctor en Filología Hispánica y miembro de la Academia Chilena de la Lengua es uno de los más profundos conocedores e investigadores de la identidad y cultura tradicional y popular chilena junto con Violeta Parra, Oreste Plath y Margot Loyola.

## Biografía
Fidel Sepúlveda Llanos nace en el sector de San José cercano al pueblo de Cobquecura el 20 de noviembre de 1936. Su padre fallece al año de nacido y vive sus primeros años con su madre y sus tíos en el campo donde aprende a leer, escribir y las cuatro operaciones matemáticas básicas en un contexto humilde en donde su tío se dedicaba a la carpintería y poseía una pequeña biblioteca con algunos libros del siglo de oro español y sus tías cultivaban tradiciones campesinas como el canto. A los diez años viaja con su madre a vivir al pueblo de Cobquecura y a los once ingresa como seminarista en los padres franciscanos, primero en Chillán y después en Santiago, donde estudia latín, filosofía clásica y teología permaneciendo hasta los veintiún años. Posteriormente cursa Derecho en la Universidad de Chile (de donde egresa) y, paralelamente, Pedagogía en Castellano en la Universidad Católica de Chile en donde se titula el año 1965. Licenciado en filología hispánica (1978) y Doctor en Filosofía y Letras (1980) con calificación sobresaliente en la Universidad Complutense de Madrid.
Fue profesor de la Universidad Metropolitana de Ciencias de la Educación y de la Universidad Católica de Chile, director del Instituto de Estética de la Universidad Católica de Chile por diecisiete años en dos periodos (1971 – 1977 y 1993 – 2002) y de la revista Aisthesis de investigaciones estéticas del mencionado instituto por 21 años (1982 – 2003). Durante veinte años organizó y dirigió el Programa de Arte y Cultura Tradicional, primero en Concepción desde 1982 y luego en la Universidad Católica de Santiago (1987 – 2003).
Poeta y ensayista. Su trabajo de investigación y creación se traduce en numerosos libros, trabajos, conferencias, premios y distinciones. Realiza numerosos viajes a universidades extranjeras en su tarea de difusión docente de la cultura e identidad chilena (España, Alemania, Francia, México, Bulgaria, entre otros). Entre los reconocimientos que recibió se cuentan: el Premio Internacional del Instituto de Cooperación Iberoamericana a la mejor tesis doctoral hispanoamericana el año 1981 con su obra "Teoría de América en la novela actual", Premio de la Academia Chilena de la Lengua a la mejor creación literaria del año 1990 con su obra "A lo Humano y a lo divino", su nombramiento como Miembro de Número de la Academia Chilena de la Lengua (1998) y la nominación al «Premio a lo Chileno» (2004) por su aporte a la investigación y reflexión en torno a la identidad nacional y sus expresiones artísticas. Fallece en Santiago el 27 de septiembre de 2006. Su cuerpo descansa en la tierra de sus ancestros Cobquecura.

## Premio "Fidel Sepúlveda Llanos"
Como un homenaje póstumo y velando por la continuación de su legado la Dirección de Bibliotecas, Archivos y Museos de Chile (DIBAM) crea el año 2006 el Premio Fidel Sepúlveda Llanos cuyo objetivo es "Distinguir anualmente a la persona o grupo que se haya destacado en la investigación, rescate, puesta en valor y divulgación de bienes, saberes y prácticas que conforman el patrimonio inmaterial de nuestro país".
El año 2007 el galardón lo recibió Manuel Gallardo, Poeta y cantor a lo divino quien junto con la familia Gárate encarna la tradición de la Fiesta de la Cruz de Mayo que se mantiene en la zona de Aculeo, desde el siglo XIX. Junto al investigador Juan Uribe Echeverría, en los años 50 recorrió varias provincias, para recopilar y entrevistar a poetas, trabajo que se plasmó en el libro Cantos a lo divino y a lo humano en Aculeo. Folklore de la provincia de Santiago, de 1962. Como primer merecedor del Premio Fidel Sepúlveda, la DIBAM realizó un DVD donde se exponen registros de sus presentaciones, fotografías históricas y material bibliográfico del Canto a lo Divino.
El año 2008 el Premio Fidel Sepúlveda Llanos fue otorgado a Patricia Chavarría Zemelman, Investigadora y directora del Archivo de Cultura Tradicional de Artistas del Acero. Durante cuatro décadas, de manera ininterrumpida se ha dedicado a estudiar la tradición oral campesina, la que plasma en sus clases, direcciones artísticas, conciertos. Sus investigaciones las ha plasmado en diversas publicaciones, discos y videos. Como reconocimiento por haber obtenido el Premio Fidel Sepúlveda de la DIBAM, en el 2008, pudo editar su obra De los cogollos del viento, los sabores de los antiguos, libro que aborda en siete capítulos distintas expresiones de la tradición oral vigente en la región del Maule y Biobío como la Cruz de Mayo, la Cruz del trigo, las cantoras, el santigüerio, el mate, el ciclo agrario y la picaresca, entre otros temas.
El año 2009 fue galardonado Elicura Chiguailaf Nahuelpan, Poeta, ensayista y profesor mapuche. Miembro de la Academia Chilena de la Lengua cuyas obras han sido traducidas al italiano, holandés, sueco, inglés, francés, portugués, griego, croata, alemán, catalán, gallego y húngaro. Como reconocimiento por haber obtenido el Premio Fidel Sepúlveda de la DIBAM, en el 2009, se publicó su obra El Azul de los Sueños (poesía).

## Corporación Cultural Fidel Sepúlveda Llanos
El 8 de septiembre de 2010, con la presencia de más de 30 creadores, cultores, académicos y gestores culturales de destacado quehacer nacional se firma el Acta de Constitución y los Estatutos de la Corporación Cultural Fidel Sepúlveda Llanos (https://web.archive.org/web/20131113235510/http://www.corporacionfidelsepulveda.cl/) cuya misión será "Conservar y difundir el pensamiento y la obra del poeta, filólogo, académico e investigador Fidel Sepúlveda Llanos y contribuir a los procesos de investigación, identificación, visibilización, difusión, valoración, preservación, uso y beneficio social de las diversas manifestaciones que constituyen nuestro patrimonio cultural, en especial de aquellas referidas al patrimonio inmaterial,  y en la comprensión del rol protagónico de las personas y comunidades en la identificación y significación de lo patrimonial como acervo y construcción social colectiva, integral y dinámica que, constituyendo una herencia de generaciones que nos han antecedido, son valoradas, apropiadas, vividas y enriquecidas por las personas y comunidades en el presente, con vocación y voluntad de proyectarlas para el futuro y para las nuevas generaciones".
Mediante Decreto N° 590 del 12 de marzo de 2012 el Ministerio de Justicia de Chile concede la personalidad jurídica y aprueba oficialmente los estatutos de la Corporación Cultural Fidel Sepúlveda Llanos.

## Obra de Fidel Sepúlveda

### Libros
- 1974 Geografías (poemas) y Autosacramental Por Navidad. Nueva Universidad, Santiago.Libro "El Canto a Lo Poeta A lo Divino y a lo Humano" - Fidel Sepúlveda Llanos

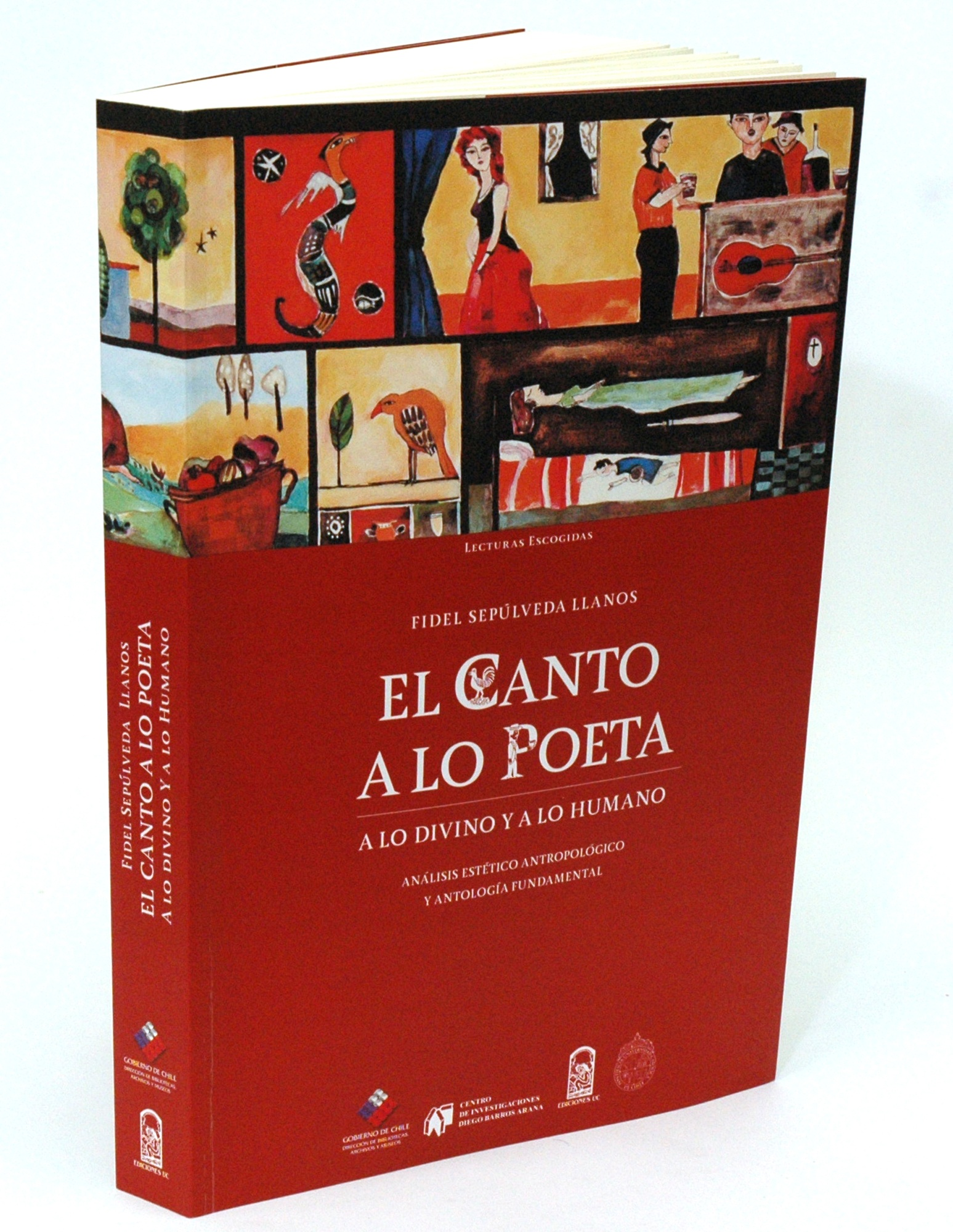
Libro "El Canto a Lo Poeta A lo Divino y a lo Humano" - Fidel Sepúlveda Llanos

- 1977? Cuentos chilenos (con Manuel Pereira).(Antología y comentarios).
- 1979 Cuentos chilenos para niños (con Manuel Pereira). (Antología y comentarios).
- 1982 Teoría de América en la novela actual. Universidad Complutense, Madrid.
- 1982 Aproximación estética a la literatura chilena. Colección Aisthesis.
- 1990 A lo Humano y a lo Divino. (Poemas). Editorial Documentas, Santiago.
- 1992 Aventuras estelares de Zoom, el aveser. (Novela) Editorial Planeta, Santiago.
- 1993 Cuentos Folklóricos para niños. (Antología y comentarios). Editorial Andrés Bello, Stgo.
- 1993 Octavio Paz: Poética e identidad. (en coautoría con Luis Cecereau). Ediciones de la Universidad Católica de Chile, Santiago.
- 1994 De la raíz a los frutos. Literatura tradicional, fuente de identidad. Dirección de Archivos y Museos, Archivo de Cultura Popular, Santiago. Chile.
- 1995 América: Un viaje a la esperanza.(Poemas). Ed. Lom, Santiago. Chile.
- 1995 Cultura e Identidad en América Latina, Ed. Iche. Santiago. Chile.
- 1999 Cuentos campesinos. (Antología y comentarios). Ed. Andrés Bello, Santiago.
- 1999 Cuentos latinoamericanos. (Antología y comentarios). Ed. Andrés Bello, Santiago.
- 2000 La fiesta ritual (editor) Colección Aisthesis Nº16, Santiago.
- 2001 Culturas Indígenas Chilenas (editor), Colección Aisthesis n°18, Santiago.
- 2002 Cultura tradicional, identidad y Reforma Educacional (Editor). Colección Aisthesis, N° 19, Santiago.
- 2006 Arte, Identidad y Cultura Chilena. Editor. Pontificia Universidad Católica de Chile, Santiago.
- 2006 Voz clamante en el desierto. Cinco autos sacramentales. Ediciones Pontificia Universidad Católica. Santiago.
- 2009 El Canto a lo Poeta: a lo Divino y a lo Humano. Análisis Estético Antropológico y Antología Fundamental. Ediciones Pontificia Universidad Católica de Chile y Dirección de Bibliotecas, Archivos y Museos. Santiago.
- 2010 Patrimonio, identidad, tradición y creatividad. Centro de Investigaciones Diego Barros Arana - Dirección de Bibliotecas, Archivos y Museos de Chile (DIBAM). Santiago.
- 2012 El Cuento Tradicional Chileno: Estudio estético y antropológico, Antología esencial. Ediciones Pontificia Universidad Católica de Chile y Dirección de Bibliotecas, Archivos y Museos de Chile. Centro de Investigaciones Diego Barros Arana. Santiago. Chile.
- 2015 Arte Vida. Liberalia Ediciones. Santiago. Chile.

### Creación multidiscipinaria
- 1996 "Misa de Chilenía: En lo Humano y lo Divino". Textos de Fidel Sepúlveda y música de Fernando Carrasco.

- 2002 Autosacramental “La cena prodigiosa del Padre Hurtado”. Textos de Fidel Sepúlveda y música de Fernando Carrasco.

- 2004 "Autosacramental por Navidad". Textos de Fidel Sepúlveda y música de Gastón Soublette.

### Capítulos de libros
- 1988 Lectura estética de la literatura oral chilena. En: Mito y Ritual de América. 		Edit. Alhambra. Madrid. España.
- 1991 Al Encuentro con Pablo Neruda. En: Premios Nobel de Literatura Hispanoamericanos.	Dpto. Castellano. Universidad Metropolitana de Ciencias de la Educación. Ediciones Piedrazul. Santiago.
- 1991 Octavio Paz. Aportes a la identidad hispanoamericana. En: Lengua, Literatura, Identidad.	Ed. Piedrazul. Santiago.
- 1993 Octavio Paz: El Arco y la Lira y El Laberinto de la Soledad. Estética e Identidad. En: Octavio Paz: poética e identidad. Colecciones Periódica PUC, Vicerrectoría Académica, Colección Aisthesis 1993, N.º 12. Santiago.
- 1994 Reflexión sobre la cultura chilena. En: Evangelización y Cultura. Ed. Universitaria. Antofagasta. Chile.
- 1994 El valor de la solidaridad en la cultura tradicional. En: Cultura de la solidaridad, realidad y utopía. Editorial Instituto Chileno de Estudios Humanísticos. Santiago.
- 1994	Cultura e identidad regional. Claves estéticas y antropológicas. En: Estética de la Proyección del Folklore. Ed. Aisthesis. Stgo.
- 1995 La adivinanza (prólogo), en Cuentos orales de adivinanzas, de Contreras, Constantino y otro, Ed. U. de los Lagos, Osorno, Chile.
- 1995 Identidad latinoamericana en la obra de Octavio Paz, en Cultura e Identidad en América Latina, Ed. Iche. Stgo.
- 1996 Roberto Parra, genio y figura (prólogo), en Poesía popular, cuecas choras y la Negra Ester de R. Parra, F.C.E. Stgo.
- 1997 La leyenda, una fuente de luz (prólogo), en El regreso del arriero (Mitos y leyendas de la Región de Coquimbo), Ed. Talleres de Imoffgraf, Coquimbo, Chile
- 1997 Patrimonio y Proyecto país. La dimensión filosófica y política del patrimonio cultural, en Seminario de Patrimonio Cultural, Ed. Dibam, Stgo.
- 1998 Poesía popular e identidad. ‘Aunque no soy literaria’, en Patrimonio Cultural, revista de la Dibam n.º 12, 1998
- 1999 El juego y sus proyecciones estéticas. En: Juegos tradicionales y su valor educativo. Colección Aisthesis Nº15. PUC. Santiago.
- 2000 La fiesta ritual. Valor estético y antropológico. En: La fiesta: Valor antropológico, estético, educativo. Colección Aisthesis, Nº16. PUC. Santiago.
- 2000	Curepto; El sentido sentir; Epístola a Su Majestad Juan Carlos I de España. En:	Poetas de la Academia (1885-2000) Antología. Editorial Andrés Bello. Santiago.
- 2001 Para saber y Contar. En: Una palomita en mi palomar. Cuentos y relatos campesinos de Chile. Fucoa, Dibam. Chile.
- 2002 Cultura tradicional, identidad y globalización. En: Cultura tradicional, identidad y Reforma Educacional. Colección Aisthesis. PUC. Santiago.
- 2002 Prólogo.	Cobquecura. Sus leyendas, sus vivencias y sus sueños. Dibam. Taller de Acción Cultural.
- 2002 Prólogo. El rumor de las casitas vacías. Estética de las animitas, en Colección Aisthesis. Santiago.
- 2003 Hombre, arte y trascendencia, en “Humanismo para el siglo XXI. Propuestas para el Congreso Internacional “Humanismo para el siglo XXI”. Universidad de Deusto, Bilbao.
- 2003 La identidad desde los sentidos, el sentimiento y el sentido, en “Revisitando Chile. Identidades, Mitos e Historias”. Publicaciones del Bicentenario. Stgo.
- 2004 Comidas de Chile. En: La cocina, el alma de Chile.Concurso de cocina popular chilena. Recetas seleccionadas.	Pontificia Universidad Católica de Chile. Vicerrectoría de Comunicaciones y Extensión. Santiago.
- 2005 La cueca: un viaje al Chile profundo. En: Tertulias 2004 - 2005. Tertulia junto a Mario Rojas. Publicación de Chiletabacos y Patrimonio Cultural de Chile. Santiago.
- 2006 La Lira Popular: poéticas de la identidad, en arte, Identidad y Cultura chilena. Pontificia U.Católica de Chile. Stgo.

### Ensayos
Setenta ensayos en revistas y libros especializados de Chile y del extranjero, en que se abordan temas de estética, literatura e identidad cultural. Sus ensayos y textos de creación poética, narrativa y dramática están recogidos en antologías y textos de estudio del país y del extranjero. Por vía ejemplar, se señalan algunos.
- 1967 Tres momentos en la evolución del cuento chileno. Anales-Centro de Investigaciones Estéticas. Facultad de Filosofía y Ciencias de la Educación. PUC. Santiago.
- 1968 Narrativa infantil chilena. Anales-Centro de Investigaciones Estéticas. Facultad de Filosofía y Ciencias de la Educación. PUC. Santiago.
- 1969 El ritmo novelesco en "Pedro Páramo". Anales-Centro de Investigaciones Estéticas. Facultad de Filosofía y Ciencias de la Educación. PUC. Santiago.
- 1970 Pablo de Rokha, una forma poética. Revista Aisthesis, separata. PUC. Santiago.
- 1971 El Ballet. Revista Aisthesis N.º 6, del Instituto de Estética. PUC. Santiago.
- 1972 Presente y perspectivas de la educación por la literatura en Chile. Revista Aisthesis N.º 7, del Instituto de Estética. PUC. Santiago.
- 1972 Neruda, elementalmente. Taller de Letras. Revista del Instituto de Letras de la Pontificia Universidad Católica de Chile n.º 2. Santiago.
- 1977	Arte y vida (I). Revista de Educación, Ministerio de Educación, Nº63. Ediciones Revista de Educación. Santiago.
- 1981 ¿Hacia donde va la novela latinoamericana?. Taller de Letras. Revista del Instituto de Letras de la Pontificia Universidad Católica de Chile n.º 9. Santiago.
- 1982 Materiales para una estética del entorno. Revista Aisthesis N°14, del Instituto de Estética.  PUC. Santiago.
- 1982 El encuentro en textos de Gabriela Mistral, Pablo Neruda y Vicente Aleixandre. Revista de la Universidad Católica de Chile. Sede del Maule, N.º 8. Talca.
- 1983 Notas para una estética del folklore. Revista Aisthesis N°15, del Instituto de Estética. PUC. Santiago.
- 1983 Valor estético del folklore chileno: El canto por angelito. Revista Aisthesis N°16, del Instituto de Estética. PUC. Santiago.
- 1983 Valor estético y educativo del Folklore. Academia. Revista de la Academia Superior de Ciencias Pedagógicas de Santiago, N.º 8. Santiago.
- 1984 Estética del entorno del ser chileno. Academia. Revista de la Academia Superior de Ciencias Pedagógicas de Santiago, N.º 9. Santiago.
- 1985 Folklore y cultura regional una aproximación estética. Revista Aisthesis N°18, del Instituto de Estética. PUC. Santiago.
- 1985 Mesa redonda: El folklore.Revista Aisthesis N°18, del Instituto de Estética. PUC. Santiago.
- 1985 Presentación de Miguel Arteche. Academia. Revista de la Academia Superior de Ciencias Pedagógicas de Santiago, N.º 11. Santiago.
- 1986 El arte del folklore y la educación superior. Revista Cuadernos Consejo de Rectores. Universidades Chilenas, n°27.
- 1987 El cuento folklórico: una vía al ser, en Aisthesis n.º 20. págs. 45 - 70. PUC. Santiago.
- 1987 Arte-vida, folklore, identidad latinoamericana.	Revista Nuevamerica n°12. Buenos Aires. Argentina.
- 1987	Folklore - religiosidad popular - Educación. Revista Pedagógica. Publicación de la Fide Secundaria (Federación de Institutos de Educación Secundaria).  N°298.
- 1987 En torno arte - vida. Prisma (Asociación Cultural "Gabriela Mistral" Dpto. Castellano).		Revista de la Universidad Metropolitana de Ciencias de la Educación,  n.º 1. Santiago.
- 1988 Notas para una crítica alternativa. Revista Aisthesis N.º 21, del Instituto de Estética. PUC. Santiago.
- 1989 Tres calas estéticas en el romancero hispano-chileno. Revista Aisthesis N°22, del Instituto de Estética. PUC. Santiago.
- 1989 El romancero hispano-Chileno. Un arte modular. Revista de Investigaciones Folklóricas. Instituto de Ciencias Antropológicas. Facultad de Filosofía y Letras. Universidad de Buenos Aires. Buenos Aires. Argentina.
- 1990 25 años de arte en Chile. Revista Aisthesis N°23, del Instituto de Estética. PUC. Santiago.
- 1990 500 Años del Cristianismo en América Latina. Desde El Pueblo. Comisión N.º 3: "Cultura latinoamericana y Cristianismo". Relator Fidel Sepúlveda.
- 1990 Aproximaciones a la identidad local. Seminario conceptual. Santiago. Junio 1990. Marco para la identidad local. División Organizaciones Civiles. Ministerio Secretaría General de Gobierno. Santiago.
- 1991 Nicanor, Violeta, Roberto Parra. Encuentro de Tradición y Vanguardia, en Aisthesis N.º 24, Stgo. Revista chilena de investigaciones estéticas, del Instituto de Estética, P.U.C.http://www.memoriachilena.cl/temas/documento_detalle.asp?id=MC0044996.
- 1992 La Escritura de Pedro Olmos. Maule UC. Revista de la Universidad Católica de Chile. Sede del Maule, Nº13. Talca.
- 1992 El Rey Lear de Nicanor Parra, en revista Apuntes de la Escuela de Teatro, P.U.C., Stgo.
- 1993 Estética, Ética, Ecología, en Aisthesis N.º 25-26, Stgo., Instituto de Estética, P.U.C.
- 1994 Pablo de Rokha, una forma poética. Revista Iberoamericana, Nºs 168-169. Pittsburgh. U.S.A.
- 1994 Ética y Estética del cuento tradicional. Revista Aisthesis N°27, del Instituto de Estética. PUC. Santiago.
- 1994 La proyección: un derecho, un deber. Revista Aisthesis N°13, del Instituto de Estética. PUC. Santiago.
- 1994 Cultura e identidad regional: claves estéticas y antropológicas.	Revista Aisthesis N°13, del Instituto de Estética.PUC. Santiago.
- 1994 Identidad y cultura regional. Maule UC.	Revista de la Universidad Católica de Chile. Sede del Maule, Nº17	1994.
- 1994 Reflexión sobre la cultura chilena. En: Evangelización y Cultura. Ediciones Universitarias, Universidad Católica del Norte, n.º 22.
- 1995 Los cuentos de adivinanzas en la tradición oral de Osorno. Alpha.Revista de Letras y Filosofía, Universidad de Los Lagos, Osorno, X Región, Nº11.
- 1995 Gabriela Mistral: una Estética Franciscana. Taller de Letras. Revista del Instituto de Letras de la Pontificia Universidad Católica de Chile nº23.
- 1995 Identidad latinoamericana en la obra de Octavio Paz.En: Cultura e identidad en América Latina. Instituto Chileno de Estudios Humanísticos, ICHEH.
- 1995 Gabriela Mistral, Modelo de Maestra. En: Gabriela Mistral, Modelo de Maestra. Revista homenaje realizado por Fefomach en los 50 años del Premio Nobel de Literatura.
- 1995 Cuentos orales de adivinanzas. Prólogo. Editorial Universidad de Los Lagos.
- 1995 Gabriela Mistral: una ecología estética, en Aisthesis N.º 28.Instituto de Estética.PUC. Santiago.
- 1996 Gabriela Mistral: aportes a una estética del folklore, en número especial del Taller de Letras. Revista del Instituto de Letras de la Pontificia Universidad Católica de Chile n.º 9.
- 1996 La identidad en la cultura tradicional, en revista Universitaria N.º 54 P.U.C.
- 1996 "Pasado en Claro", como pasada en limpio de la presencia. Revista Commemorative Series Latin American Studies Program. Riverside: University of California Press. USA.
- 1996 El folklore, una alternativa de educación o una educación alternativa. Valor Educativo del folklore. Ponencias del 1.er Congreso Binacional de Folklore "Abrazo de identidad". Academia Nacional del Folklore Chileno y Argentino.
- 1997 Patrimonio y proyecto país: La dimensión filosófica y política del patrimonio cultural.	Seminario de Patrimonio Cultural. Dibam. Santiago.
- 1998 Estética de la cultura popular chilena. Discurso de incorporación a la Academia Chilena de la Lengua. Revista Aisthesis N°31, del Instituto de Estética. PUC. Santiago.
- 1998 El juego y sus proyecciones estéticas. En: Juegos Tradicionales y su valor educativo.	Publicaciones Periódicas PUC, Vicerrectoría Académica. Santiago.
- 1998 Estética de la cultura popular chilena. Boletín Academia Chilena de la Lengua, n.º 73. Santiago.
- 1998 Poesía popular e identidad "Aunque no soy literaria". Revista Patrimonio Cultural. Año III, n°12. Santiago.
- 1999	Fidel Sepúlveda. Ante(s) (de) la muerte. Taller de Letras. Revista del Instituto de Letras de la Pontificia Universidad Católica de Chile nº27
- 1999 Estética de la cultura popular chilena, en Aisthesis N° 31.Instituto de Estética.PUC. Santiago.
- 1999 Emma Jauch. Semblanza y remembranza. UC Maule. Revista Académica de la Universidad Católica del Maule nº25.
- 1999-2000 Poesía popular: sonido y sentido. Boletín Academia Chilena de la Lengua. N°74. Santiago.
- 2000 Presentación y La Fiesta Ritual: Valor estético y antropológico.	XVI Temporada de Arte y Cultura Tradicional. Colección Aisthesis N.º 16. PUC. Santiago.
- 2000 Fray Andresito, poeta a lo divino. La riqueza de la pobreza. Revista Aisthesis N°32, del Instituto de Estética. PUC. Santiago.
- 2001- 2002 Lo religioso en la poesía popular chilena. Homenaje a Oreste Plath. Boletín Academia Chilena de la Lengua, n.º 75. Santiago.
- 2001 Fernándo González Urízar: Poesía y trascendencia, en Aisthesis n° 33, Stgo.
- 2001 La Identidad en la lira popular, Aisthesis n° 34, Stgo.
- 2002 La Cultura Tradicional, Identidad y Globalización. En: Cultura Tradicional, Identidad y Reforma Educacional. Colección Aisthesis N°19. PUC. Santiago.
- 2001-2002 La Religión en la poesía popular chilena. Boletín de la academia Chilena n°75. Santiago
- 2002 Decálogo del fotógrafo. Revista Aisthesis n°35. PUC. Stgo.
- 2002 Prólogo. El rumor de las casitas vacías. Estética de las animitas. Claudia Lira.	Colección Aisthesis. PUC. Santiago.
- 2003	Artesanía como patrimonio cultural: Desarrollo, fomento y protección. Aisthesis n°36. Instituto de Estética. PUC. Santiago.
- 2003	La Identidad desde los sentidos, el sentimiento y el sentido. Revisitando Chile. Identidades, Mitos e Historias. Cuadernos Bicentenario.
- 2003 La comida: engullir el mundo. Revista Patrimonio Cultural, DIBAM, n°27. Santiago.
- 2004 Cine y presencia estética. Aisthesis n°37. PUC. Santiago.
- 2005 Fiesta y vida. Aisthesis n°38. PUC. Santiago.
- 2006 Cultura y Patrimonio. Revista Patrimonio Cultural, DIBAM, n° 41. Santiago. https://web.archive.org/web/20110831082526/http://www.dibam.cl/patrimonio_cultural/pdf_revistas/RPC_41.pdf
- 2008 Identidad y diversidad de cara al Bicentenario. Revista Patrimonio Cultural, DIBAM, n°47. Santiago. https://web.archive.org/web/20110831083756/http://www.dibam.cl/patrimonio_cultural/pdf_revistas/RPC_47_low.pdf

### Conferencias
- 2003 “San Francisco en la poesía popular chilena".
- 2003 Clase magistral “La artesanía y su valor patrimonial de cara a la globalización”. Primer Congreso Nacional de Artesanos. Octubre.
- 2003 Seminario sobre cultura tradicional en la enseñanza de las escuelas artísticas. Iquique, noviembre.
- 2003 Seminario sobre la “Oralidad”, dictado para los docentes de la Universidad Técnica Particular de Loja, diciembre. Ecuador.
- 2003 Clase Magistral “Dimensión local del patrimonio natural y cultural”, en el Segundo Encuentro de Gestores Culturales de la Región Metropolitana, Organizado por la Universidad Internacional SEK, agosto.
- 2003 "Ética y estética de Pedro Urdemales". 51° Congreso Internacional de Americanistas.
- 2004 "La identidad rural". Servicio País, enero.
- 2004 “La Oralidad en la poesía de Neruda”, Programa del Centenario de Pablo Neruda del Centro Cultural Mapocho, julio.
- 2004 Presentación del libro “La cocina; el alma de Chile”, agosto.
- 2004 “Arte, Cultura, Gestión”, para directivos de la DIBAM, septiembre.
- 2004 “Violeta Parra; su poética de la identidad”. Sala América. Dibam, octubre.
- 2004 “El cuento folklórico chileno”. Academia Chilena de la Lengua, octubre.
- 2004 “La lectura estética de la cultura tradicional en el ámbito educativo”, en el seminario de las Escuelas Artísticas sobre la cultura tradicional. Iquique, noviembre.
- 2004 "Planificación de un Centro humanístico para el estudio de la cultura tradicional del Ecuador", en la Universidad Técnica Particular de Loja. Ecuador, diciembre.